# Tammaro (fiume)
Il fiume Tammaro è, con una lunghezza di 78,2 km e un bacino di 792,8 km², il principale tributario del Calore Irpino, nel quale sfocia presso Benevento.

## Descrizione
Nasce in Molise dalla Sella di Vinchiaturo (558 m) tra le montagne di Sepino in contrada Castelvecchio Tappone, poco lontano dal confine con la Campania, entrando poi in provincia di Benevento fra Sassinoro e Santa Croce del Sannio.
Scorrendo da nord-ovest a sud-est lascia sulla destra Sassinoro, Morcone, Campolattaro e Fragneto l'Abate, volgendo presso il centro di Pesco Sannita a nord-est per Valle Cupo, per poi attraversare località Calise tra Pago Veiano e San Giorgio la Molara.
In seguito torna verso mezzogiorno lasciando a sinistra il centro di Paduli e a destra Pietrelcina per poi sboccare nel Calore poco a monte di Benevento, presso Ponte Valentino all'altezza della stazione ferroviaria di Paduli; il corso d'acqua è caratterizzato dal regime torrentizio e dal letto solitamente angusto e fortemente incassato fra i monti.
Il Tammaro, per il suo lungo e tortuoso sviluppo in regione montuosa, è ingrossato da non pochi tributari; ben 22 sono i suoi affluenti, tra i quali si segnalano:
- da destra la Sassinora (7 km);
- da sinistra la Tammarecchia (30 km);
- da sinistra il Tamaricchio (9 km);
- da sinistra il Reinello (17 km).

Da ricordare poi il Rio Freddo, il Rio Vivo, il San Marco, il San Pietro, e il Sanzano.

## Portata

### Portata media mensile
Dati portata Fiume Tammaro (Stagione 2014).

## Origini del nome
In una cronaca latina anteriore al secolo XVII tradotta da un P. Girolamo da Paduli nel secolo seguente, viene specificato che anticamente il Tammaro si chiamava Verdemarino successivamente mutato in Tammarino (alla cui foce sarebbe stato anche sepolto re Manfredi), quindi poi Tammaro.
È comunque certo che in epoca romana portava già il nome di Tamarum, essendo citato nell'Itinerario antonino come Super Tamarum.
Secondo Enrico Isernia, invece, questo fiume ha preso il nome da una chiesa dedicata a San Tammaro (arcivescovo di Benevento nel 465 d.C.) posta presso la medesima foce. Anche lui però dimenticò il Tamarum dell'Itinerario antonino.
È anche tenuta in considerazione la teoria secondo la quale tale nome potrebbe aver avuto comune origine a quello di tanti altri fiumi, quali Tanarus, Tanus, Tanager, Tarus, ed anche con Dan o Tan, aggettivo che riferito al fiume o lago voleva dire "concavo o profondo" od anche dal sostantivo Tonn, che voleva dire "acqua, onda".

## Alluvioni
Di particolare intensità le alluvioni registrate il 2 novembre 1949 e il 15 ottobre 2015. In quest'ultima occasione le eccezionali precipitazioni dei giorni precedenti ha causato un'eccezionale onda di piena, che ha investito i comuni di Morcone, Campolattaro, San Giorgio La Molara, Pago Veiano, Pesco Sannita, Pietrelcina e Paduli. I maggiori danni sono stati registrati per l'agricoltura e per le abitazioni vicine al fiume. La portata massima in mattinata ha raggiunto i 907 m³/s. La piena del Tammaro ha contribuito enormemente all'esondazione del Calore che ha poi provocato l'alluvione di Benevento.